# Valeriana tessendorffiana
Valeriana tessendorffiana là một loài thực vật có hoa trong họ Kim ngân. Loài này được Graebn. miêu tả khoa học đầu tiên năm 1906.